# Johann Jakob Späth
Johann Jakob Späth, auch Spath (* 1672; † 4. Januar 1760 in Regensburg), war ein deutscher Orgelbauer.

## Leben und Werk
Johann Jakob Späth ist als Orgelbauer mehrmals in den evangelischen Kirchen Regensburgs in Erscheinung getreten. Zudem war er beschäftigt mit Orgelreparaturen im Regensburger Gymnasium poeticum, einer der beiden Vorläuferschulen des späteren Albertus-Magnus-Gymnasiums. 1732 war er auch in der Dreieinigkeitskirche, 1738 in St. Oswald und 1740 in der Neupfarrkirche tätig. Sein Vorschlag für eine neue Orgel in der Neupfarrkirche wurde verwirklicht. Er baute dort eine Orgel mit 22 Registern, die am Johannistag 1727 zum ersten Mal gespielt wurde.
Er war der Vater von Franz Jakob Späth (1714–1786), der als Orgelbauer und vor allem als Klavierbauer berühmt wurde. Beim Orgelbau vertraten Johann Jakob und Franz Jakob Späth „mit der Prinzipalorgel das bayerisch-österreichische Klangideal ihrer Zeit“. Es wird angenommen, dass Johann Jakob Späth in Regensburg nicht nur Orgeln, sondern genau wie Johann Christoph Leo in Augsburg auch schon in der ersten Hälfte des 18. Jahrhunderts einige Hammerklaviere baute. Diese wurden von beiden zu jener Zeit jedoch nicht als „Piano et Forte“, sondern nur als „Cembalo“, „Flügel“ oder „Clavier“ bezeichnet.
In der Literatur wird gemutmaßt, dass auch der Regensburger Orgel- und Klavierbauer Johann Adam Späth ein Sohn des Johann Jakob Späth war.
Johann Jakob Späth wurde am 6. Januar 1760 im Alter von 88 Jahren weniger 2 Monaten als Schutzverwandter auf dem Lazarusfriedhof in Regensburg begraben.